# Borys Budka
Borys Piotr Budka, né le 11 mars 1978 à Czeladź, est un homme politique polonais membre de la Plate-forme civique (PO).
Il est élu en 2011 député à la Diète, où il siège plus de dix ans. Il entre au gouvernement en mai 2015 comme ministre de la Justice, mais doit quitter ses fonctions au bout de six mois en raison d'une alternance au pouvoir. Il préside deux fois le groupe parlementaire de la Coalition civique (KO) entre 2019 et 2023 et occupe la présidence de la Plate-forme civique de 2020 à 2021.
Il devient ministre du Patrimoine de l'État en 2023 après le retour au pouvoir de la PO. Il quitte le gouvernement au bout de cinq mois, afin d'être élu au Parlement européen.

## Biographie
Membre de la PO depuis 2002, il est élu cette année-là au conseil municipal de Zabrze. Il en devient aussitôt vice-président, puis président à compter de 2005. Il est réélu en 2006 et 2010.
Lors des élections législatives 9 octobre 2011, il est candidat dans la circonscription de Gliwice. Avec un total de 10 260 votes préférentiels, il obtient un siège de député à la Diète. En 2014, il échoue à se faire élire maire de Gliwice en arrivant en troisième position.
Le 4 mai 2015, Borys Budka est nommé ministre de la Justice dans le gouvernement de la libérale Ewa Kopacz, à la suite de la démission de Cezary Grabarczyk.
Il postule à un nouveau mandat de député au cours des élections législatives 25 octobre 2015, où il obtient 37 761 suffrages de préférence, ce qui en fait le candidat le mieux élu de la circonscription. Du fait d'un changement de majorité, il quitte son ministère le 16 novembre suivant.
Le 12 novembre 2019, Borys Budka est élu à l'unanimité président du groupe parlementaire de Coalition civique (KO), qui réunit la PO, .Moderne, Initiative polonaise (iPL) et Les Verts (PZ), sur proposition du président de la PO Grzegorz Schetyna. Le 29 janvier 2020, il succède à ce dernier à la présidence de la PO, fonction qu'il occupe jusqu'à sa démission le 3 juillet 2021.
Il est ministre du Patrimoine de l'État à partir du 13 décembre 2023, dans le gouvernement de Donald Tusk. Il quitte ses fonctions en mai 2024, pour devenir député européen.